# Вечелков
Вечелков (словац. Večelkov, угор. Vecseklő) — село, громада в окрузі Рімавська Собота, Банськобистрицький край, Словаччина. Кадастрова площа громади — 5,34 км². Населення — 231 особа (за оцінкою на 31 грудня 2017 р.).
Перша згадка 1548 року.

## Населення
| Рік:            | 1994. | 2004.    | 2014.    | 2024.   |
| --------------- | ----- | -------- | -------- | ------- |
| Кількість осіб: | 347   | 289      | 244      | 221     |
| Різниця:        |       | -16,71 % | -15,57 % | -9,42 % |

| Рік:            | 2023. | 2024.   |
| --------------- | ----- | ------- |
| Кількість осіб: | 214   | 221     |
| Різниця:        |       | +3,27 % |